# Berlanti Productions
Berlanti Productions es una productora de cine y televisión estadounidense fundada por el guionista, productor y cineasta Greg Berlanti y el productor Mickey Liddell.

## Historia

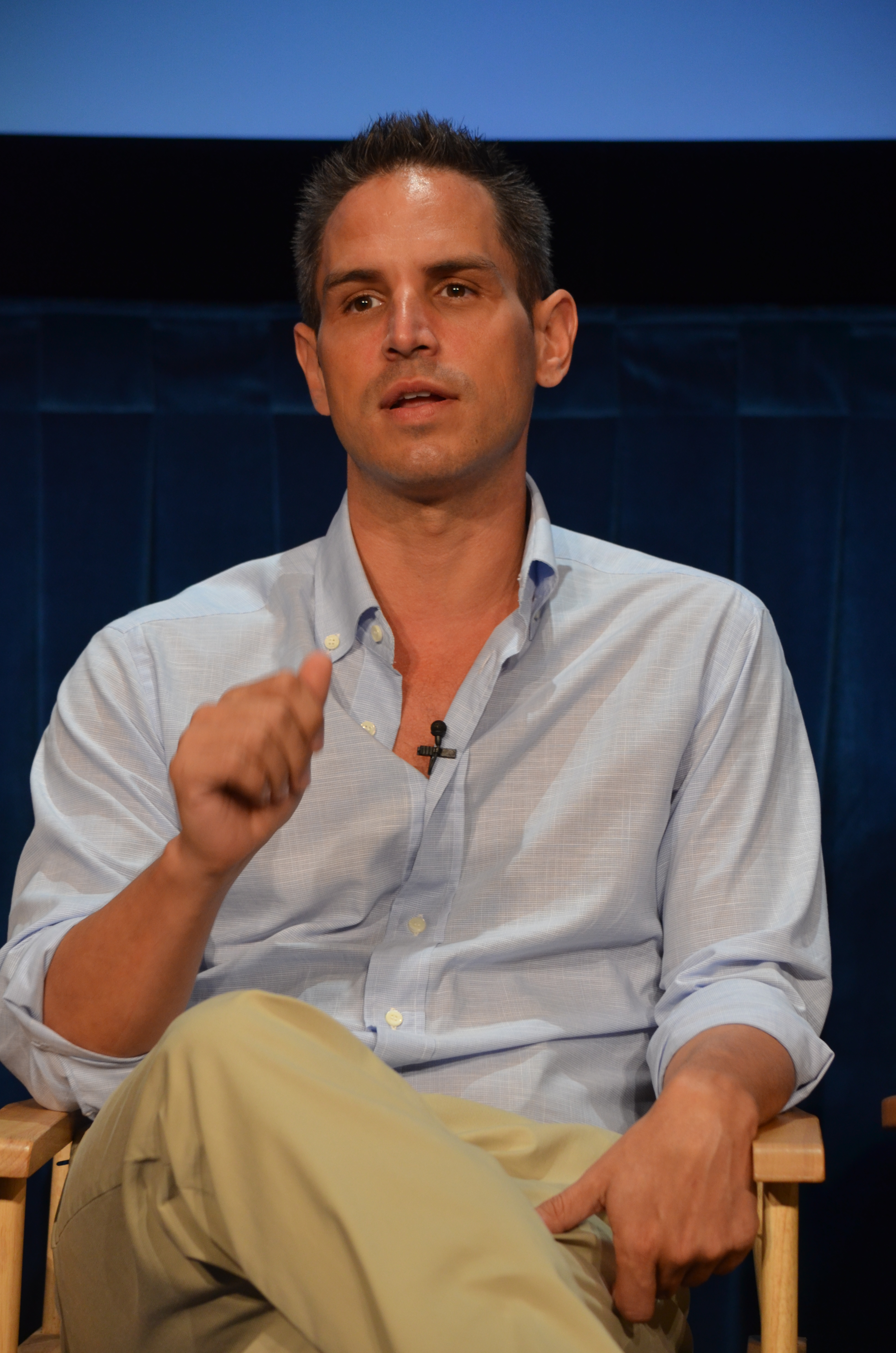
Greg Berlanti en 2012

El fundador de la empresa, Greg Berlanti, en 2012.
La compañía fue fundada en 2000 como Berlanti-Liddell Productions por el guionista, productor y cineasta Greg Berlanti y el productor Mickey Liddell.
En marzo de 2003, la empresa firmó un contrato de tres años con Warner Bros. Television. En febrero de 2006, la empresa firmó un contrato global de tres años con Touchstone Television. En agosto de 2006, Liddell dejó la empresa y la empresa pasó a llamarse Berlanti Television. En julio de 2008, la compañía volvió a firmar su contrato general con ABC Studios (anteriormente Touchstone Television) por un contrato adicional de cinco años. En marzo de 2011, la compañía firmó un acuerdo general de cuatro años con Warner Bros. Television , finalizando su acuerdo general con ABC Studios dos años antes. La empresa también cambió su nombre a Berlanti Productions para reflejar la combinación de sus divisiones de cine y televisión.
En febrero de 2014, Sarah Schechter se convirtió en presidenta de la empresa, supervisando el desarrollo y la producción de los proyectos de cine y televisión de la empresa. Antes de unirse a la empresa, Schechter fue vicepresidente sénior de producción en Warner Bros. En junio de 2018, la empresa firmó un contrato de producción y desarrollo general de seis años con Warner Bros. Television hasta 2024.  En febrero de 2020, David Madden se unió a la empresa como su nuevo presidente, reemplazando a la expresidenta de la empresa,  Schechter pasó a los puestos recién creados de presidenta y socio. Antes de unirse a la empresa, Madden fue presidente de AMC Networks y Fox Broadcasting Company. En agosto de 2021, Dannah Shinder se incorporó a la empresa como vicepresidenta ejecutiva de televisión. Antes de unirse a la compañía, Shinder fue vicepresidente senior de televisión en Brownstone Productions de Elizabeth Banks. En enero de 2022, Suzanne Gómez se incorporó a la empresa como directora de marketing y directora de relaciones con el talento. Gómez fue anteriormente vicepresidenta sénior de publicidad en The CW, cargo que ocupó desde el inicio de la red en 2006.

## Filmografía

### Películas
| Año de lanzamiento | Título                                          | Director     | Bruto (mundial) | Distribuidor                        | Notas | Ref.   |
| ------------------ | ----------------------------------------------- | ------------ | --------------- | ----------------------------------- | --- | ------ |
| 2015               | Pan                                             | Joe Wright   | $128.4 millones | Warner Bros. Pictures               | con RatPac-Dune Entertainment                                                                                 | [ 11 ] |
| 2020               | Deathstroke: Caballeros y dragones: la película | Sung Jin Ahn | N/A             | Warner Bros. Home Entertainment     | con Blue Ribbon Content, DC Entertainment, y Warner Bros. Animation                                           | [ 12 ] |
| 2021               | Free Guy                                        | Shawn Levy   | $331.5 millones | Walt Disney Studios Motion Pictures | com 20th Century Studios, 21 Laps Entertainment, Maximum Effort, Lit Entertainment Group, y TSG Entertainment | [ 13 ] |

#### En producción
- Alice + Freda Forever (con Sidney Kimmel Entertainment y Amazon Studios)[14]
- Booster Gold (con DC Films)[15]
- Little Shop Of Horrors (con Marc Platt Productions)[16]
- The Editor (con Fox 2000 Pictures)[17]
- Be More Chill (con 21 Laps Entertainment)[18]
- Proyecto sin título de Rock Hudson  (con Marsh Productions & Entertainment Inc. y Universal Pictures)[19]
- Insane (con Entertainment One)[20]
- Red White & Royal Blue (con Amazon Studios)[21]
- The Gentleman's Guide to Vice and Virtue[22]
- Songs In Ursa Major (con Village Roadshow Pictures)[23]
- We Were There, Too[24]
- Posible secuela de Free Guy (con 21 Laps Entertainmentl, Maximum Effort, Lit Entertainment Group, and TSG Entertainment)[25]

### Televisión

#### Actual
| Año           | Título                   | Cadena original     | Notas | Ref.   |
| ------------- | ------------------------ | ------------------- | --- | ------ |
| 2014–presente | The Flash                | The CW              | con Bonanza Productions, DC Entertainment, y Warner Bros. Television                                                                           | [ 26 ] |
| 2017–presente | Riverdale                | The CW              | con Archie Comics, CBS Studios, y Warner Bros. Television                                                                                      | [ 27 ] |
| 2018–present  | All American             | The CW              | con April Blair's Company (temporada 1), CBS Studios, y Warner Bros. Television                                                                | [ 28 ] |
| 2018–presente | You                      | Lifetime Netflix    | with Man Sewing Dinosaur, Alloy Entertainment, A&E Studios, Warner Horizon Television (temporada 1–2), y Warner Bros. Television (temporada 3) | [ 29 ] |
| 2018–presente | Titans                   | DC Universe HBO Max | con Weed Road Pictures, DC Entertainment, y Warner Bros. Television                                                                            | [ 30 ] |
| 2019–presente | Doom Patrol              | DC Universe HBO Max | with Jeremy Carver Productions, DC Entertainment, y Warner Bros. Television                                                                    | [ 31 ] |
| 2020–presente | Stargirl                 | DC Universe The CW  | con Mad Ghost Productions, DC Entertainment, y Warner Bros. Television                                                                         | [ 32 ] |
| 2020–2022     | The Flight Attendant     | HBO Max             | con Yes, Norman Productions y Warner Bros. Television                                                                                          | [ 33 ] |
| 2021–presente | Superman & Lois          | The CW              | con DC Entertainment y Warner Bros. Television                                                                                                 | [ 34 ] |
| 2021–presente | Kung Fu                  | The CW              | con Quinn's House y Warner Bros. Television | [ 35 ] |
| 2022–presente | All American: Homecoming | The CW              | con Rock My Soul Productions y Warner Bros. Television                                                                                         | [ 36 ] |

#### Anterior
| Año       | Título                           | Cadena original | Notas | Ref.   |
| --------- | -------------------------------- | --------------- | --- | ------ |
| 2002–2006 | Everwood                         | The WB          | con Warner Bros. Television                                                                                    |        |
| 2004–2005 | Jack & Bobby                     | The WB          | con Shoe Money Productions y Warner Bros. Television                                                           |        |
| 2006–2011 | Brothers & Sisters               | ABC             | con After Portsmouth Productions, Touchstone Television (temporada 1), and ABC Studios (temporada 2–5)         |        |
| 2007–2009 | Dirty Sexy Money                 | ABC             | con ABC Studios                                                                                                |        |
| 2008–2009 | Eli Stone                        | ABC             | con ABC Studios                                                                                                |        |
| 2010–2011 | No Ordinary Family               | ABC             | con Oh That Gus!, Inc. y ABC Studios                                                                           | [ 37 ] |
| 2012      | Political Animals                | USA Network     | con Laurence Mark Productions y Warner Horizon Television                                                      | [ 38 ] |
| 2012–2020 | Arrow                            | The CW          | con DC Entertainment and Warner Bros. Television                                                               | [ 39 ] |
| 2013      | Golden Boy                       | CBS             | con Nicholas Wootton Productions y Warner Bros. Television                                                     | [ 40 ] |
| 2013–2014 | The Tomorrow People              | The CW          | con FremantleMedia North America, CBS Television Studios, y Warner Bros. Television                            | [ 41 ] |
| 2014–2016 | The Mysteries of Laura           | NBC             | Jeff Rake Productions, Kapital Entertainment, New Media Vision, y Warner Bros. Television                      | [ 42 ] |
| 2015–2020 | Blindspot                        | NBC             | con Quinn's House y Warner Bros. Television                                                                    | [ 43 ] |
| 2015–2021 | Supergirl                        | CBS The CW      | con DC Entertainment y Warner Bros. Television                                                                 | [ 44 ] |
| 2016–2022 | Legends of Tomorrow              | The CW          | con DC Entertainment y Warner Bros. Television                                                                 | [ 45 ] |
| 2018      | Deception                        | ABC             | Con VHPT Company y Warner Bros. Television                                                                     | [ 46 ] |
| 2018–2021 | Black Lightning                  | The CW          | Con Akil Productions, DC Entertainment, y Warner Bros. Television                                              | [ 47 ] |
| 2018–2020 | God Friended Me                  | CBS             | con I Have an Idea! Entertainment, CBS Television Studios, y Warner Bros. Television                           | [ 48 ] |
| 2018–2020 | Chilling Adventures of Sabrina   | Netflix         | Con Archie Comics, Muckle Man Productions (temporada 2), y Warner Bros. Television                             | [ 49 ] |
| 2019      | The Red Line                     | CBS             | con Array Filmworks, Foward Movement, CBS Television Studios, y Warner Bros. Television                        | [ 50 ] |
| 2019–2021 | Prodigal Son                     | FOX             | con Sklaverworth Productions, VHPT! Co., Warner Bros. Television, y Fox Entertainment                          | [ 51 ] |
| 2019–2022 | Batwoman                         | The CW          | con DC Entertainment y Warner Bros. Television                                                                 | [ 52 ] |
| 2020      | Katy Keene                       | The CW          | con Archie Comics, CBS Television Studios, y Warner Bros. Television                                           | [ 53 ] |
| 2020      | Helter Skelter: An American Myth | Epix            | con Rogue Atlas Productions y Warner Horizon Unscripted Television                                             | [ 54 ] |
| 2020      | Equal                            | HBO Max         | con Scout Productions, Raintree Ventures, That's Wonderful Productions, y Warner Horizon Unscripted Television | [ 55 ] |

#### En producción
- Proyecto de Greg Berlanti sin título  (con Brownstone Productions y Warner Bros. Television)[56]
- Proyecto sin título de Nkechi Carroll (con Brownstone Productions y Warner Bros. Television)[57]
- The Secret to a Good Marriage (con Quinn's House y Warner Bros. Television)[58]
- 3,000 Hours (con Good Company y Warner Bros. Television)[59]
- TriBeCa (con Warner Bros. Television)[60]
- Spoonbenders (con Warner Bros. Television)[61]
- Strange Adventures (con Warner Bros. Television)[62]
- The Brides (con ABC Studios y Warner Bros. Television)[63]
- Powerpuff (con Warner Bros. Television y Cartoon Network Studios)[64]
- Green Lantern (con Mad Ghost Productions, DC Entertainment, y Warner Bros. Television)[65]
- The Disasters (con 5 More Minutes Productions y Warner Bros. Television)[66]
- Proyecto sin título de Doris Day  (con Yes, Norman Productions y Warner Bros. Television)[67]
- The Girls On The Bus (con My So-Called Company y Warner Bros. Television)[68]
- Dead Boy Detectives (con Warner Bros. Television)[69]
- Landing (con Warner Bros. Television)[70]
- Gotham Knights (con Warner Bros. Television)[71]
- Justice U (con Warner Bros. Television)[72]
- Found (con Rock My Soul Productions y Warner Bros. Television)[73]

### Series web
| Añl       | Título                         | Sitio web / Cadena original | Notas | Ref. |
| --------- | ------------------------------ | --------------------------- | --- | ---- |
| 2015–2016 | Vixen                          | CW Seed                     | con Blue Ribbon Content, DC Entertainment, y Warner Bros. Animation                                      |      |
| 2017–2018 | Freedom Fighters: The Ray      | CW Seed                     | con Blue Ribbon Content, DC Entertainment, y Warner Bros. Animation                                      |      |
| 2018–2019 | Constantine: City of Demons    | CW Seed                     | con Phantom Four Films, Digital eMation, Blue Ribbon Content, DC Entertainment, y Warner Bros. Animation |      |
| 2020      | Deathstroke: Knights & Dragons | CW Seed                     | con Blue Ribbon Content, DC Entertainment, y Warner Bros. Animation                                      |      |

## Berlanti-Schechter Films
Berlanti-Schechter Films fue fundada en 2020 por Greg Berlanti y Sarah Schechter, y es una subsidiaria de Berlanti Productions. En julio de 2021, la compañía firmó un contrato de estreno de largometraje en Netflix
| Año  | Título       | Director              | Bruto (mundial) | Distribuidor   | Notas                                                                         | Ref.   |
| ---- | ------------ | --------------------- | --------------- | -------------- | ----------------------------------------------------------------------------- | ------ |
| 2020 | Unpregnant   | Rachel Lee Goldenberg | N/A             | HBO Max        | con Picturestart y Warner Max                                                 | [ 75 ] |
| 2022 | Moonshot     | Chris Winterbauer     | N/A             | HBO Max        | Con Good Universe, Entertainment 360, Warner Bros. Pictures,y New Line Cinema | [ 76 ] |
| 2022 | My Policeman | Michael Grandage      |                 | Amazon Studios | Com Independent Film Company, y MGC                                           | [ 77 ] |

### En producción
- The Sting (con Skydance Media)[78]
- The Hunger (con Warner Bros. Pictures)[79]